# ボタンヅル
ボタンヅル（牡丹蔓、女萎、学名: Clematis apiifolia）は、キンポウゲ科センニンソウ属の落葉つる性半低木。有毒植物。

## 特徴
つるの長さは、2-4mになり、茎の基部が木質化する。葉は1回3出複葉で、長い葉柄をもち茎に対生し、小葉は長さ3-6cmの卵形で先端はとがり、縁は不ぞろいな鋸歯状になる。
花期は8-9月で、茎の先端や葉腋から3出集散状の花序を出し、径1.5-2.0cmの白色の花を多数つける。十字型になる4枚の花弁に見えるのは萼片で、花弁はない。萼片は長楕円形で外側に短毛が生える。雄蕊、雌蕊は多数ある。果実は卵形の痩果で、花後、花柱が羽毛状に長く伸びる。
和名は、葉の様子がボタン（牡丹）に似、つる性であることからついた。
- 葉は1回3出複葉。
- 花後、花柱が羽毛状に長く伸びる。

## 分布と生育環境
日本では、本州、四国、九州に分布し、山野の日当たりのよい草原や林縁などで、低木林や他の草などにからんで生育する。世界では、朝鮮、中国の暖帯から温帯にかけて分布する。

## 下位分類
- コボタンヅル Clematis apiifolia DC. var. biternata Makino -葉が2回3出複葉で、本州の関東地方、中部地方に分布する。